# حلف الصلب
حلف الصلب (بالألمانية: Stahlpakt)‏، (بالإيطالية: Patto d'Acciaio)‏، المعروف رسميًا باسم ميثاق الصداقة والتحالف بين ألمانيا وإيطاليا، كان تحالفًا عسكريًا وسياسيًا بين إيطاليا وألمانيا. 
صيغت المعاهدة في البداية كتحالف عسكري ثلاثي بين اليابان وإيطاليا وألمانيا. بينما أرادت اليابان أن يكون تركيز الاتفاقية موجهًا إلى الاتحاد السوفيتي ، أرادت إيطاليا وألمانيا أن تستهدف الإمبراطورية البريطانية وفرنسا. بسبب هذا الخلاف، تم توقيع الاتفاقية دون اليابان وأصبحت اتفاقية بين إيطاليا الفاشية وألمانيا النازية، وقعها في 22 مايو 1939 وزيرا خارجية إيطاليا غاليليزو بيانو الإيطالي وجواكيم فون ريبنتروب من ألمانيا. 
يتكون الاتفاق من جزأين. كان القسم الأول إعلانًا صريحًا عن استمرار الثقة والتعاون بين ألمانيا وإيطاليا، في حين شجع القسم الثاني، وهو «البروتوكول الإضافي السري»، السياسات المتعلقة بالجيش والاقتصاد. 

## خلفية
حاربت ألمانيا وإيطاليا بعضهما البعض في الحرب العالمية الأولى.  صعدت شعبية ودعم الأحزاب السياسية المتطرفة، مثل النازيين بقيادة أدولف هتلر والفاشيين تحت قيادة بينيتو موسوليني، بعد أن أعاق الكساد العظيم بشدة اقتصاد كلا البلدين. 
في عام 1922، حصل موسوليني على منصب رئيس وزراء مملكة إيطاليا.  حققت أعماله الأولى شعبية كبيرة له - برامج ضخمة من الأشغال العامة زتزفير فرص العمل والبنية التحتية لإيطاليا.  في البحر الأبيض المتوسط، أطلق موسوليني قوة بحرية أكبر من القوة المشتركة لأساطيل البحر المتوسط البريطانية والفرنسية. 
عندما تم تعيينه مستشارًا في عام 1933، بدأ هتلر موجة ضخمة من الأشغال العامة وإعادة التسلح السري.  تشترك الفاشية والنازية في مبادئ مماثلة واجتمع هتلر وموسوليني في عدة مناسبات حكومية خاصة في الثلاثينيات. 

## اليابان
في عام 1931، غزت القوات اليابانية منطقة منشوريا بسبب حقول الحبوب الغنية واحتياطياتها من المعادن الخام.  ومع ذلك، أثار هذا اشتباكًا دبلوماسيًا مع الاتحاد السوفيتي، الذي يحد منشوريا.  لمكافحة هذا التهديد السوفيتي، وقع اليابانيون معاهدة مع ألمانيا في عام 1936.  كان الهدف من المعاهدة هو حمايتهم من أي هجوم تشنه روسيا السوفيتية. 
أرادت اليابان التركيز على التحالفات المناهضة للسوفييت بدلاً من التحالفات المناهضة للغرب مثل إيطاليا وألمانيا.  ومع ذلك، كانت ألمانيا تخشى أن يؤدي التحالف المناهض لاتحاد الجمهوريات الاشتراكية السوفياتية إلى احتمال اندلاع حرب على جبهتين قبل غزو أوروبا الغربية.  لذا عندما تمت دعوة اليابان للتوقيع على ميثاق الصلب، رفضوا التوقيع عليه. 

## شروط
من الناحية الرسمية، ألزم ميثاق الصلب ألمانيا وإيطاليا بمساعدة الدولة الأخرى عسكريًا أو اقتصاديًا أو غير ذلك في حالة الحرب، والتعاون في الإنتاج في وقت الحرب.  يهدف الميثاق إلى ضمان عدم تمكن أي بلد من عقد عملية سلام دون موافقة الطرف الآخر.  استند الاتفاق على افتراض أن الحرب لن تحدث في غضون ثلاث سنوات.  عندما غزت ألمانيا بولندا في 1 سبتمبر 1939 واندلعت الحرب في 3 سبتمبر، لم تكن إيطاليا مستعدة بعد للنزاع ووجدت صعوبة في الوفاء بالتزاماتها.  وبالتالي، لم تدخل إيطاليا الحرب العالمية الثانية حتى يونيو 1940، مع تأخر الغزو لجنوب فرنسا. 
ستبقى الأطراف المتعاقدة على اتصال دائم مع بعضها البعض من أجل التوصل إلى فهم لجميع المصالح المشتركة أو الوضع الأوروبي ككل.
المادة الثانية
في حالة تعرض المصالح المشتركة للأطراف المتعاقدة للخطر من خلال الأحداث الدولية من أي نوع، فسوف يدخلون على الفور في مشاورات بشأن التدابير اللازمة للحفاظ على هذه المصالح. في حالة تهديد الأمن أو المصالح الحيوية الأخرى لأحد الأطراف المتعاقدة من الخارج، فإن الطرف المتعاقد الآخر سيوفر للطرف المهدد دعمه السياسي والدبلوماسي الكامل من أجل إزالة هذا التهديد.
المادة الثالثة
إذا حدث، خلافًا لرغبات وآمال الأطراف المتعاقدة، وأن تورط أحد الأطراف في تعقيدات عسكرية مع قوة أو قوى أخرى، فإن الطرف المتعاقد الآخر سوف يقف إلى جانبه كحليف ويدعمه على الفور بكل قواته العسكرية في البر والبحر والجو.
المادة الرابعة
من أجل ضمان، في أي حالة معينة، التنفيذ السريع لالتزامات التحالف المنصوص عليها في المادة الثالثة، ستكثف حكومتا الطرفين المتعاقدين تعاونهما في المجال العسكري ومجال اقتصاد الحرب. وبالمثل، ستبقي الحكومتان بعضهما البعض بانتظام على اطلاع بالتدابير الأخرى اللازمة للتنفيذ العملي لهذا الميثاق. ستنشئ الحكومتان لجنتين دائمتين، بتوجيه من وزيري الخارجية، للأغراض المشار إليها في المادتين الأولى والثانية.
المادة الخامسة
يلزم الطرفان المتعاقدان نفسيهما في هذه المرحلة، في حالة نشوب حرب مشتركة، بإبرام أي هدنة أو سلام بالاتفاق التام مع بعضها البعض فقط.
المادة السادسة
يدرك الطرفان المتعاقدان أهمية العلاقات المشتركة بينهما للدول الصديقة لهما. إنهم مصممون على الحفاظ على هذه العلاقات في المستقبل وعلى تعزيز التنمية الملائمة للمصالح المشتركة التي تربطهم بهذه السلطات.
المادة السابعة
يدخل هذا الميثاق حيز التنفيذ فور التوقيع عليه. اتفق الطرفان المتعاقدان على تحديد الفترة الأولى لصلاحيته بـ10 سنوات. في الوقت المناسب قبل انقضاء هذه الفترة، سوف يتوصلان إلى اتفاق بشأن تمديد صلاحية الميثاق.»

### بروتوكولات تكميلية سرية
لم يتم نشر البروتوكولات التكميلية السرية لمعاهدة الصلب، والتي تم تقسيمها إلى قسمين، وقت التوقيع على المعاهدة. 
حث القسم الأول البلدين على تسريع تعاونهما العسكري والاقتصادي المشترك، بينما ألزم القسم الثاني البلدين بالتعاون في «مسائل الصحافة وخدمة الأخبار والدعاية» لتعزيز قوة وصورة محور روما - برلين.  للمساعدة في ذلك، كان على كل دولة تعيين «واحد أو أكثر من المتخصصين» لبلدهم في عاصمة الدولة الأخرى للاتصال الوثيق مع وزير خارجية تلك الدولة. 

## تغيير الاسم
بعد أن تم إخباره بالاسم الأصلي للمعاهدة وهو «معاهدة الدم»، فكان هناك احتمال أن يتم اخذه بشكل سيئ في إيطاليا، اقترح موسوليني اسم «ميثاق الصلب»، والذي تم اختياره في النهاية. 

## الحل
وفقًا للمادة السابعة، يجب أن تستمر الاتفاقية لمدة 10 سنوات، لكن هذا لم يحدث.  في نوفمبر 1942، هزمت القوات البريطانية وحفائها قوات المحور في شمال إفريقيا، بقيادة المشير إيروين روميل، في معركة العلمين الثانية.  في يوليو 1943، فتح الحلفاء الغربيون جبهة جديدة بغزو صقلية.  في أعقاب ذلك، تم الإطاحة بموسوليني من قبل 19 عضوًا من المجلس الكبير (Gran Consiglio) الذين صوتوا لصالح أوردين غراندي. وقعت الحكومة الإيطالية الجديدة، تحت قيادة المشير بيترو بادوغليو، هدنة مع الحلفاء في سبتمبر، وأصبحت غير محاربة، وبذلك أنهت فعليًا تورط إيطاليا في الاتفاقية. 
على الرغم من إنشاء حكومة عميلة في عهد موسوليني، الجمهورية الإيطالية الاشتراكية، في شمال إيطاليا من قبل ألمانيا النازية، إلا أن إيطاليا استمرت كعضو إسمي في المعاهدة. 